# بیوربوهولم
بیوربوهولم (به سوئدی: Björboholm) یک منطقهٔ مسکونی در سوئد است که در بخش لیروم واقع شده‌است. بیوربوهولم ۱٫۸۱ کیلومتر مربع مساحت و ۹۶۳ نفر جمعیت دارد.